# San Marcos Tlacoyalco
San Marcos Tlacoyalco är en ort i Mexiko.   Den ligger i kommunen Tlacotepec de Benito Juárez och delstaten Puebla, i den sydöstra delen av landet, 180 km sydost om huvudstaden Mexico City. San Marcos Tlacoyalco ligger 1 965 meter över havet och antalet invånare är 9 399.
Terrängen runt San Marcos Tlacoyalco är varierad. Runt San Marcos Tlacoyalco är det ganska glesbefolkat, med 28 invånare per kvadratkilometer. San Marcos Tlacoyalco är det största samhället i trakten. Trakten runt San Marcos Tlacoyalco består i huvudsak av gräsmarker.